# جبريل يواكيم دوس سانتوس
جبريل يواكيم دوس سانتوس (بالبرتغالية: Gabriel Joaquim dos Santos‏) هو مهندس معماري برازيلي، ولد في 1892، وتوفي في 1985.